# NBA 2K11
NBA 2K11 é um simulador do campeonato norte-americano de basquete (NBA) da temporada de 2011. Foi desenvolvido pela Visual Concepts e publicado pela 2K Sports.

## Jogabilidade
Michael Jordan é a estrela do jogo, que apresenta ligações com a carreira de Jordan:
- "Jordan Challenge": apresenta ao jogador 10 desafios da carreira de Jordan;
- “MJ: Creating a Legend” (MJ: Criando uma Lenda): o jogador assume o controle de Michael Jordan no início da carreira, e tem como objetivo torná-lo uma estrela da NBA. Nesse modo de jogo a aparência de Jordan vai mudando à medida que ele envelhece.

A versão do PlayStation 3 é compatível com o PlayStation Move.

## Equipes Clássicas
As equipes presentes no jogo são: